# Karaimiska
Karaimiska (къарай тили, karaj tili, Karay dili) är ett utdöende nordvästligt turkspråk som talas av många av de kvarlevande karaimerna i Litauen, Polen och Ukraina (Krim). Kulturellt centrum för folkgruppen är Trakai i Litauen. Språket är starkt påverkat av både slaviska språk och hebreiska och använde tidigare det hebreiska alfabetet i skrift. I dagens läge skrivs språket med latinska och kyrilliska alfabetet.
Antal talare är cirka 500.

## Fonologi

### Konsonanter
|             | Labial | Alveolar | Postalveolar | Velar  | Uvular | Glottal |
| ----------- | ------ | -------- | ------------ | ------ | ------ | ------- |
| Nasal       | m      | n        |              | ŋ      |        |         |
| Klusil      | p \| b | t \| d   | ts           | k \| g | q      |         |
| Affrikat    |        |          | ʧ \| ʤ       |        |        |         |
| Frikativ    | f \| v | s \| z   | ʃ \| ʒ       | ɣ \| x | χ      | h       |
| Tremulant   |        | r        |              |        |        |         |
| Lateral     |        | ɫ ~ lʲ   |              |        |        |         |
| Approximant | w      |          | j            |        |        |         |

Källa:

### Vokaler
|            | Främre | Central | Bakre |
| ---------- | ------ | ------- | ----- |
| Sluten     | i      | ɯ       | u     |
| Halvsluten | e \| ø |         | o     |
| Öppen      |        |         | ɑ     |

Källa: